# Albert Ehrismann
Albert Ehrismann (* 20. September 1908 in Zürich; † 10. Februar 1998 ebenda) war ein Schweizer Lyriker, Dramatiker und Erzähler.

## Leben
Ehrismann, der Sohn des Magaziners Albert Ehrismann und der Weissnäherin Emma Suter, entstammte bescheidenen Verhältnissen. Er arbeitete zunächst als Buchhalter, begann aber dann um 1929, als er arbeitslos wurde, mit dem Schreiben. Der sozial engagierte Ehrismann verweigerte den Wehrdienst und wurde daraufhin 1932 zu einer Gefängnisstrafe verurteilt. 1934 war er einer der Mitbegründer des  Cabarets Cornichon. Nach dem Krieg schrieb Ehrismann jahrelang sehr erfolgreich für die Zeitschrift Nebelspalter, verdiente daneben sein Geld auch durch das Verfassen von Auftragsgedichten für die Werbebranche. 1978 erhielt er den Literaturpreis der Stadt Zürich.
Er fand seine letzte Ruhestätte im Gemeinschaftsgrab auf dem Zürcher Friedhof Manegg.

## Leistung
Ehrismann, der auch Theaterstücke und Erzählungen verfasste, war in erster Linie Lyriker. Im Gegensatz zu den meisten seiner Zeitgenossen widmete er sich sozialkritischen Themen aus dem Milieu der Stadt. Trotz der grossen Anzahl der von ihm geschaffenen Verse, wirken seine Gedichte dennoch immer originell und frisch. Durch die jahrelange wöchentliche Veröffentlichung Ehrismanns Gedichte im Nebelspalter erreichte er Bekanntheit und Popularität. Wie ein Sammelband seiner Werke im Titel ausdrückte, war Ehrismann «Pessimist und Moralist» zugleich.

## Preise
1940: Conrad-Ferdinand-Meyer-Preis

## Werke
- Lächeln auf dem Asphalt (Gedichte). Orell Füssli, Zürich 1930.
- schiffern und kapitänen (Gedichte). Oprecht und Helbling, Zürich 1932.
- Front der Arbeit spricht: Sprechchöre. Sozialdemokratische Partei der Schweiz, Bern 1935.
- Die Unzufriedenen. Lehrstück. Sozialdemokratische Partei der Schweiz, Bern 1935.
- Chant rumantsch. Alte und neue Lieder der Rätoromanen für gemischten Chor (Nachdichtungen). Helbling, Zürich 1939.
- Der neue Kolumbus. Eine dramatische Erzählung. Oprecht, Zürich 1939.
- Sterne von unten (Gedichte). Oprecht, Zürich 1939.
- In dieser Nacht (Gedichte). Bühl-Verlag, Herrliberg-Zürich 1946.
- Kolumbus kehrt zurück. Eine dramatische Legende. Büchergilde Gutenberg, Zürich 1948.
- Das Stundenglas (Gedichte). Fretz & Wasmuth, Zürich 1948.
- Der letzte Brief (Erzählungen). Classen, Zürich 1948.
- Das Traubenjahr (Gedichte). : Schweizerische Schillerstiftung, Zürich 1950.
- Tag- und Nachtgleiche (Gedichte). Fretz & Wasmuth, Zürich 1952.
- Mein kleines Spittelbuch (Gedichte). Fretz & Wasmuth, Zürich 1953.
- Ein ganz gewöhnlicher Tag (Gedichte). Fretz & Wasmuth, Zürich 1954.
- Das Kirschenläuten (Gedichte). Fretz & Wasmuth, Zürich 1956.
- Die Himmelspost. Weihnachts- und Neujahrsgedichte. Arche, Zürich 1956.
- Nein, die Nacht ist nicht das Ende (Gedichte). Oprecht, Zürich 1958.
- Der wunderbare Brotbaum. Poetisches Spazierbüchlein. Artemis, Zürich 1958.
- Riesenrad der Sterne (Gedichte). Artemis, Zürich 1960.
- Wir haben Flügel heut (Gedichte). Artemis, Zürich 1962.
- Nachricht von den Wollenwebern (Gedichte). Artemis, Zürich 1964.
- Heimkehr der Tiere in der heiligen Nacht. Weihnachts- und Neujahrsgedichte. Arche, Zürich 1965.
- Die unheiligen Heiligen Drei Könige. 1966.
- Wetterhahn, altmodisch (Gedichte). Artemis, Zürich 1968.
- Die Gedichte des Pessimisten und Moralisten Albert Ehrismann: Eine Chronik. Nebelspalter-Verlag, Rorschach 1972.
- Mich wundert, dass ich fröhlich bin: 65 Gedichte. Classen, Zürich 1973.
- Eine Art Bilanz: 65 Gedichte aus 45 Jahren. Gute Schriften, Zürich 1973.
- Später Äonen später: ein Gedichtbuch. Nebelspalter-Verlag, Rorschach 1975.
- Inseln sind keine Luftgespinste (Gedichte). Classen, Zürich 1977.
- Schmelzwasser (Gedichte). Nebelspalter-Verlag, Rorschach 1978.
- Der Dritte. Eine seltsame Liebesgeschichte. Classen, Zürich 1988 (entstand 1929).
- Gegen Ende des zweiten Jahrtausends: Postskripte. Gute Schriften, Zürich 1988.